# ジョーダン・ノルベルト
- ヨルダン・ノルベルト

ジョーダン・ノルベルト（英語: Jordan Norberto）ことヨルダン・ノルベルト・バジェニージャ・アルメンゴ（スペイン語: Jordan Norberto Vallenilla Armengot、1986年12月8日 - ）は、ドミニカ共和国マリア・トリニダー・サンチェス州ナグア出身の元プロ野球選手（投手）。左投左打。
日本球界では中日ドラゴンズ時代はジョーダン・ノルベルト、東京ヤクルトスワローズ時代はジョーダン・アルメンゴと表記されていた。

## 経歴
生後6か月の時、母がドミニカ共和国から隣国プエルトリコへ出稼ぎに行き、ジョーダン自身は母方の祖父母に育てられた。この祖父は10歳のとき、祖母は11歳の時相次いで死去し、以降は叔父が父親代りとなった。野球はこの叔父から教わり、打込むようになった。

### ダイヤモンドバックス時代

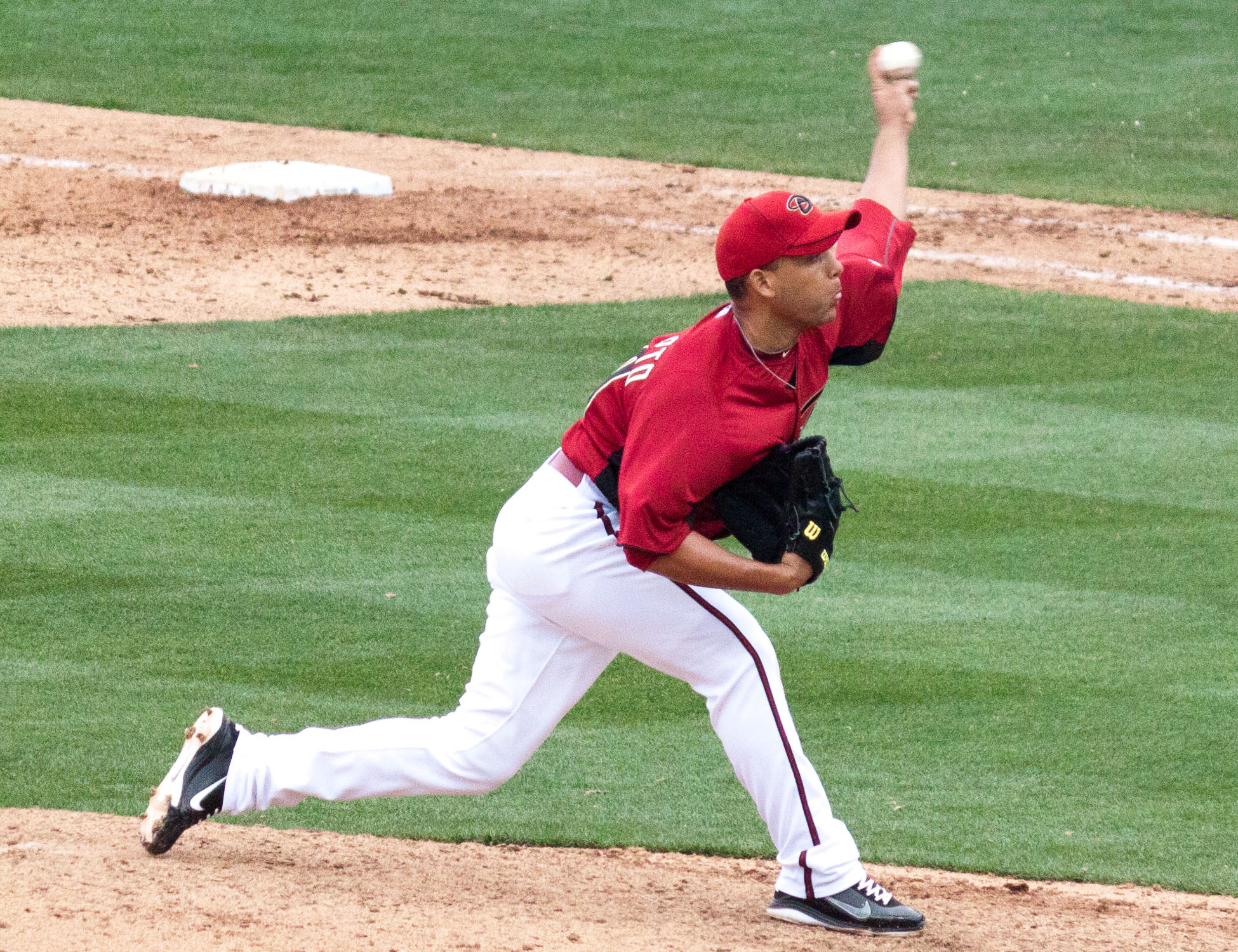
アリゾナ・ダイヤモンドバックス時代
(2011年2月6日)

2004年にアマチュアFAでアリゾナ・ダイヤモンドバックスと契約。
2010年は開幕ロースター入りを果たす。

### アスレチックス時代
2011年7月31日、ブラッド・ジーグラーとの2対1トレードでブランドン・アレンと共にオークランド・アスレチックスへ移籍した。
2012年は、日本の東京ドームで行われた開幕戦のメンバーとして来日している。同年は、39試合に登板して防御率2.77を記録し、終盤に故障で離脱したがチームの地区優勝に貢献した。
2013年は前年の故障のリハビリを続けていたが、チームの野手に故障者が相次いだ関係でダリック・バートンを40人枠に復帰させることになり、5月8日にその枠を空けるために解雇された。また、バイオジェネシス・スキャンダルによって禁止薬物購入が発覚し、8月5日に50試合の出場停止処分を受けた。

### レイズ傘下時代
2013年12月24日にタンパベイ・レイズとマイナー契約を結んだ。
2014年はプレーしなかった。
2015年はAAAダーラム・ブルズに所属していた。

### 中日時代
2015年12月1日に日本野球機構 (NPB) の中日ドラゴンズと契約したことが発表された。背番号は99で、登録名はジョーダン。
2016年には、先発を中心に、一軍公式戦22試合に登板。6勝6敗、防御率4.24、108奪三振を記録した。10試合に登板したナゴヤドームのホームゲームで6勝1敗、防御率2.01という好成績を残したのに対して、他球場でのビジターゲームでは12試合の登板で0勝5敗、防御率7.00にとどまるなど、実際には調子が安定しなかった。なお、12月2日付でNPBから自由契約選手として公示されたが、2017年1月6日に改めて1年契約を結んだ。
2017年には、一軍公式戦18試合の登板で、6勝4敗、防御率2.30をマーク。ただし、7月11日の対阪神タイガース戦（倉敷マスカットスタジアム）で2回裏1死1塁から2つのボークを記録するなど、セットポジションからの投球に苦慮した。首脳陣からの評価が成績ほどには高くなかったことや、球団がシーズン終了後に2人の外国人投手の新規獲得を見込んでいたことなどを背景に、前年に続いて12月2日付でNPBから自由契約選手として公示された。

### ヤクルト時代
2017年12月15日にNPBの東京ヤクルトスワローズへ入団することが発表された。背番号は40で、登録名はミドルネームを使用したJ.アルメンゴ。このアルメンゴは、育ての親だった母方の祖父母の姓であった。
2018年には、前年不振だった投手陣の立て直しを期待されたが、序盤は怪我により、離脱し、4月28日に帰国した。その後、InstagramやTwitterなどで前所属球団である中日ドラゴンズに関わる投稿を頻繁に行い、インスタライブでは「復帰は来年」と発言するなどの問題行動が目立ち、球団から厳重注意がなされ、6月12日には退団決定的との報道がなされた際、同月20日に球団が新外国人投手としてジェイソン・ウルキデスの獲得を発表したことを背景に、ジョーダンを戦力外としてウェイバー公示を申請したことを明らかにした。その後、1週間経っても、獲得の意思を示す球団はなく、6月27日に自由契約公示された。

## 選手としての特徴
MLB及びマイナーリーグでは主にリリーバーとして、NPBではスターターとして起用されている。NPBでは、最速150㎞/h・平均140km/h台中盤の速球（フォーシーム・ツーシーム）を中心に、130km/h前後のスライダー、130km/h前後のチェンジアップを使用する。
中日時代には、ビジターゲームや屋外球場での登板試合に弱く、セットポジションからの投球をめぐって首脳陣からたびたび注意を受けていた。先発のローテーションを外されることや、登板予定の試合を突然変更されることも多く、一軍のスターターとしては不安定な立場にあった。中日と同じくセントラル・リーグに加盟するヤクルトへ2017年末に移籍したのは、このような起用法や待遇に不満を抱いていたことによるという。

## 詳細情報

### 年度別投手成績
| 年 度    | 球 団    | 登 板 | 先 発 | 完 投 | 完 封 | 無 四 球 | 勝 利 | 敗 戦 | セ 丨 ブ | ホ 丨 ル ド | 勝 率 | 打 者 | 投 球 回 | 被 安 打 | 被 本 塁 打 | 与 四 球 | 敬 遠 | 与 死 球 | 奪 三 振 | 暴 投 | ボ 丨 ク | 失 点 | 自 責 点 | 防 御 率 | W H I P |
| -------- | -------- | ----- | ----- | ----- | ----- | -------- | ----- | ----- | -------- | ----------- | ----- | ----- | -------- | -------- | ----------- | -------- | ----- | -------- | -------- | ----- | -------- | ----- | -------- | -------- | ------- |
| 2010     | ARI      | 33    | 0     | 0     | 0     | 0        | 0     | 2     | 0        | 3           | .000  | 94    | 20.0     | 16       | 3           | 22       | 1     | 0        | 15       | 2     | 0        | 13    | 13       | 5.85     | 1.90    |
| 2011     | OAK      | 6     | 0     | 0     | 0     | 0        | 0     | 0     | 0        | 0           | ----  | 35    | 6.2      | 8        | 0           | 7        | 0     | 1        | 4        | 1     | 0        | 6     | 6        | 8.10     | 2.25    |
| 2012     | OAK      | 39    | 0     | 0     | 0     | 0        | 4     | 1     | 1        | 4           | .800  | 212   | 52.0     | 37       | 5           | 22       | 2     | 1        | 46       | 1     | 1        | 17    | 16       | 2.77     | 1.13    |
| 2016     | 中日     | 22    | 21    | 0     | 0     | 0        | 6     | 6     | 0        | 0           | .500  | 523   | 121.0    | 111      | 12          | 54       | 0     | 8        | 108      | 5     | 0        | 62    | 57       | 4.24     | 1.36    |
| 2017     | 中日     | 18    | 11    | 0     | 0     | 0        | 6     | 4     | 0        | 0           | .600  | 310   | 74.1     | 52       | 2           | 35       | 0     | 6        | 66       | 2     | 3        | 25    | 19       | 2.30     | 1.17    |
| MLB：3年 | MLB：3年 | 78    | 0     | 0     | 0     | 0        | 4     | 3     | 1        | 7           | .571  | 341   | 78.2     | 61       | 8           | 51       | 3     | 2        | 65       | 4     | 1        | 36    | 35       | 4.00     | 1.42    |
| NPB：2年 | NPB：2年 | 40    | 32    | 0     | 0     | 0        | 12    | 10    | 0        | 0           | .545  | 833   | 195.1    | 163      | 14          | 89       | 0     | 14       | 174      | 7     | 3        | 87    | 76       | 3.50     | 1.29    |

### 年度別守備成績
| 年 度 | 球 団 | 投手（P） | 投手（P） | 投手（P） | 投手（P） | 投手（P） | 投手（P） |
| 年 度 | 球 団 | 試 合     | 刺 殺     | 補 殺     | 失 策     | 併 殺     | 守 備 率  |
| ----- | ----- | --------- | --------- | --------- | --------- | --------- | --------- |
| 2010  | ARI   | 33        | 1         | 1         | 1         | 0         | .667      |
| 2011  | OAK   | 6         | 0         | 0         | 1         | 0         | .000      |
| 2012  | OAK   | 39        | 1         | 6         | 1         | 0         | .875      |
| MLB   | MLB   | 78        | 2         | 7         | 3         | 0         | .750      |

### 記録
NPB投手記録
- 初登板：2016年3月26日、対阪神タイガース2回戦（京セラドーム大阪）、6回裏に2番手で救援登板、1回1失点（自責0）
- 初奪三振：同上、6回裏にマウロ・ゴメスから空振り三振
- 初先発登板：2016年4月7日、対横浜DeNAベイスターズ3回戦（ナゴヤドーム）、6回1失点で勝敗つかず
- 初勝利・初先発勝利：2016年4月15日、対阪神タイガース4回戦（ナゴヤドーム）、7回3被安打無失点

NPB打撃記録
- 初打席：2016年4月7日、対横浜DeNAベイスターズ3回戦（ナゴヤドーム）、3回裏に砂田毅樹の前に三振
- 初安打：2016年7月31日、対阪神タイガース18回戦（阪神甲子園球場）、5回表に岩崎優から中前安打

### 背番号
- 39（2010年）
- 59（2011年）
- 77（2012年）
- 99（2016年 - 2017年）
- 40（2018年）

### 登録名
- ジョーダン（2016年 - 2017年）
- J.アルメンゴ（2018年）